# Serafia
Serafia er en roman fra 2005, skrevet af Anne Marie Løn.
Romanen handler om Verna, der hele livet har styret sin familie med hård hånd, men som nu er begyndt at falde af på den. Det har til gengæld givet den næstældste søn, Palle, chancen for at få hold på sin tilværelse. Efter nogle år med bænken som sit primære opholdssted har han shinet både Vernas og sin egen lejlighed op, og nu er det her, det foregår. De andre søskende synes, det er for hårdt, at han skal holde for hele tiden, men Verna har sin stærke vilje i behold, og hun ved, at når det virkelig gælder, er det Palle, hun kan regne med.